# Кріс Клейн (футболіст)
Кріс Клейн (англ. Chris Klein; народився 4 січня 1976 в місті Сент-Луїс, США) - американський футболіст, півзахисник відомий за виступами за «Канзас-Сіті Візардс», «Лос-Анджелес Гелаксі» і збірної США.

### Клубна кар'єра
Клейн почав займатися футболом під час навчання в Університеті Індіани, він виступав за команду навчального закладу.
У 1998 році Кріс був обраний на драфті клубом «Канзас-Сіті Візардс». У тому ж році він дебютував в MLS і поступово завоював місце в стартовому складі. Починаючи з другого сезону Клейн став одним з лідерів команди і командоутворюючим футболістів «чарівників». У 2000 році Кріс завоював Кубок MLS, а також став володарем MLS Supporters 'Shield. У 2004 він допоміг команді виграти Кубок Ламара Ханта.
У 2006 році Кріс покинув «Візардс» і два роки виступав за «Реал Солт-Лейк». У 2007 рочки Клейн перейшов в «Лос-Анджелес Гелаксі». За нову команду він зіграв більше 100 матчів у всіх турнірах і вдруге став володарем MLS Supporters 'Shield. У 2010 році Клей завершив кар'єру і деякий час працював на посаді президента «Гелаксі».

### Міжнародна кар'єра
25 жовтня 2000 в товариському матчі проти збірної Мексики Клейн дебютував за збірну США. 19 січня 2003 в поєдинку проти збірної Канади він забив свій перший гол за національну команду. У тому ж році Кріс у складі національної команди взяв участь у Кубку Конфедерацій. На турнірі він зіграв у матчі проти збірної Бразилії.

###### Голи за збірну США
| № | Дата           | Місце                                | Противник     | Рахунок | Змагання         |
| - | -------------- | ------------------------------------ | ------------- | ------- | ---------------- |
| 1 | 19 січня 2003  | Локхарт Стедіум, Форт-Лодердейл, США | Канада        | 3:0     | Товариський матч |
| 2 | 8 червня 2004  | Індепенденс Парк, Кінгстон, Ямайка   | Ямайка        | 0:1     | Товариський матч |
| 3 | 4 червня 2004  | Сіті Стедіум, Річмонд, США           | Нова Зеландія | 2:1     | Товариський матч |
| 4 | 29 січня 2006  | Стабхаб Сентер, Лос-Анджелес, США    | Норвегія      | 5:0     | Товариський матч |
| 5 | 19 лютого 2006 | Тойота Стедіум, Техас, США           | Гватемала     | 4:0     | Товариський матч |